# Sistema Jalisciense de Radio y Televisión
El Sistema Jalisciense de Radio y Televisión (SJRTV) es un organismo desconcentrado de la Secretaría de Cultura del Gobierno del Estado de Jalisco. Tiene a su cargo la difusión de las expresiones sociales, las artes, las ciencias y la cultura por medio de las emisoras de Radio y Televisión culturales del Gobierno del Estado de Jalisco.
Promueve las tradiciones, los valores humanos y las manifestaciones culturales, locales, nacionales e internacionales, así como la información de interés general para los jaliscienses.
SJRTV forma parte de La Red de Radiodifusoras y Televisoras Educativas y Culturales de México.

## Antedecentes
El 16 de enero de 1991, siendo Gobernador del Estado el Lic. Guillermo Cosío Vidaurri y bajo la Dirección de las Radiodifusoras Culturales del Lic. Jesús Burgos se incorpora la XHGJG-TV Canal 7 de Televisión y se adopta el nombre de Sistema Jalisciense de Radio, Televisión y Cinematografía.
El SJRTVyC pasaría a depender primeramente de la Secretaría de Educación y Cultura. Al separase estas secretarías, y ahora con el nombre de Sistema Jalisciense de Radio y televisión, pasó a formar parte de la Secretaría de Cultura.
Tiempo después es designado oficialmente como un organismo desconcentrado de la Secretaría de Cultura del Gobierno del Estado de Jalisco. Siempre manteniendo su principal objetivo: servir, de la mejor manera posible, a la comunidad; contribuyendo, como medio creativo de comunicación, a la promoción y difusión de la cultura, la educación, la información y el entretenimiento, coadyuvando con ello a las tareas de gobierno para el desarrollo integral de Jalisco.

## Instalaciones
Como Sistema Jalisciense de Radio y Televisión ha tenido tres sedes:
- El 10° piso de la Torre de Educación Jalisco.
- La Casa de la Cultura Jalisciense “Lic. Agustín Yáñez”.
- Edificio México (sede actual).

Actualmente el SJRTV está conformado por:
Televisión
- XHGJG-TV Canal 7 Guadalajara, Jal.
- XHGZG-TV Canal 12 Ciudad Guzmán, Jal. (aún funcionando como señal repetidora del Canal 7).

Jalisco Radio
Amplitud Modulada:
- XEJB-AM 630 kHz - Guadalajara, Jal.
- XEJLV-AM 1080 kHz - Puerto Vallarta, Jal.

Frecuencia Modulada:
- XEJB-FM 96.3 MHz - Guadalajara, Jal.
- XHCGJ-FM 107.1 MHz - Ciudad Guzmán, Jal.
- XHVJL-FM 91.9 MHz - Puerto Vallarta, Jal.

## Premios y reconocimientos
Concurso Nacional de Producción Radiofónica y Televisiva La RED 2011
2011 (Torreón, Coahuila) - 1.er lugar en la categoría Programa Musical, con el programa "Radiografía" de Jalisco Radio, productor Carlos Alcántar Nájar.
Concurso Nacional de Producción Radiofónica y Televisiva La RED 2011
2011 (Torreón, Coahuila) - 1.er lugar en la categoría Pieza de Identificación de Radio, con el material "Sonidos que habitan, liner Elote" de Jalisco Radio, productores Fortino Montaño y Marco Antonio Barajas.
Concurso Nacional de Producción Radiofónica y Televisiva La RED 2010
2010 (Playa del Carmen, Quintana Roo) - 1.er lugar en la categoría Radiorevista, con el programa "La Barra Infantil" de Jalisco Radio, productores: Carlos Alcántar Nájar, Gloria Gonzalez Pérez y Raúl Peguero.
8.ª Bienal Internacional de Radio
2010 (Ciudad de México) - 3.er lugar en la categoría Radioarte, por la pieza: "Creo en ti" de Jalisco Radio, del Productor y Realizador Marco Antonio Barajas Ponce.
2010 (Tepatitlán, Jalisco) - Distinción al SJRTV por la promoción y difusión de la cultura del medio ambiente y ecología en la zona de los Altos de Jalisco.

### Premios y reconocimientos internacionales
Día Internacional de la Radio y la Televisión a favor de los niños (ICDB, en inglés)
2011 (Nueva York, E.U.) - 1.er lugar por el programa "La Barra Infantil" de Jalisco Radio por la mejor programación participativa para niños en América Latina y El Caribe, categoría Radio, durante 2011. Premio otorgado por el Fondo de las Naciones Unidas UNICEF.
Día Internacional de la Radio y la Televisión a favor de los niños (ICDB, en inglés)
2011 (Nueva York, E.U.) - 1.er lugar por el programa "Rosa o Azul" de C7, producido por Gina Campos, Luis Borboa y Paco Arasanz, y presentado por Brenda Jolie y Agni Rodríguez, por la mejor programación participativa para niños en América Latina y El Caribe, categoría Televisión, durante 2011. Premio otorgado por el Fondo de las Naciones Unidas UNICEF.
Día Internacional de la Radio y la Televisión a favor de los niños (ICDB, en inglés)
2010 (Nueva York, E.U.) - 1.er lugar por el programa "Palomitas de la Paz" de C7 en coproducción con la Secretaría de Educación Jalisco, por la mejor programación participativa para niños en América Latina y El Caribe durante 2010. Premio otorgado por el Fondo de las Naciones Unidas UNICEF.
I Muestra Iberoamericana de Programas de Televisión Cultural, Educativa y/o Científica
2010 (España) - 1.er lugar por el programa "Claroscuro" de C7 como mejor programa Educativo, Cultural y Científico de Iberoamérica.
PROMAX
2009 - 2.º lugar mundial 2009 Silver PROMAX BDA, Art Direction & Design por la Imagen del Noticiario ENFOQUES de C7.

## Directores generales del SJRTV
| Director general                                | Período               |
| Jesús Burgos López                              | 16/01/1991-30/04/1992 |
| Pedro Matute Villaseñor                         | 27/05/1992-28/02/1995 |
| Antonio Cázares                                 | 01/03/1995-28/02/2001 |
| José de Jesús Parada Tovar                      | 01/03/2001-2003       |
| Samuel Muñoz Gómez                              | 2003-28/02/2013       |
| Sergio Ramírez Robles «El Cubo»                 | 01/03/2013-16/06/2015 |
| Gabriel González López (Encargado del Despacho) | 17/06/2015-28/09/2015 |
| Alberto Mora Martín del Campo                   | 29/09/2015-05/12/2018 |
| Alejandro Tavares López                         | 06/12/2018-05/12/2024 |
| Gabriela Aguilar                                | 06/12/2024-           |